# マルコス・アロウカ・ダ・シウヴァ
アロウカ（Arouca）ことマルコス・アロウカ・ダ・シウヴァ（Marcos Arouca da Silva, 1986年8月11日 - ）は、ブラジル・リオデジャネイロ州出身の元サッカー選手。現役時代のポジションはミッドフィールダー。

## 来歴

### クラブ
2015年、SEパルメイラスへ移籍した。